# Sandy Lam
Sandy Lam (cinese tradizionale: 林憶蓮; cinese semplificato: 林忆莲; pinyin: Lín Yìlián; Hong Kong, 26 aprile 1966) è una cantante, attrice e ballerina cinese, che canta canzoni in cantonese, cinese, inglese e giapponese.

## Biografia
I suoi antenati provenivano dalla città cinese di Ningbo, ma lei è nata ad Hong Kong ed ha dato avvio alla sua carriera a 16 anni come DJ per un canale radio di Hong Kong.
Ha iniziato a cantare nel 1984, quando ha ottenuto un contratto con la casa discografica Sony Music Entertainment, con la quale ha pubblicato il suo primo singolo, I Don't Know What Is Love. Sandy Lam ha pubblicato i suoi lavori con una gran varietà di etichette discografiche a partire dagli anni '80, tra le quali spiccano Warner Music, Rock Records (la più grande etichetta indipendente di Taiwan), Virgin Records ed attualmente Capitol Music.

## Carriera
Sandy Lam è salita alla ribalta ad Hong Kong a metà degli anni '80 grazie ad una serie di veloci canzoni in stile giapponese. Successivamente ha cambiato il suo stile in progressive ed R&B con una serie di album cosmopoliti intitolati City-Rhytm, che l'hanno consacrata come artista "seria". Nel 1991 ha pubblicato un album maturo ed innovatore dal titolo Wildflower, che ha innescato una mania per l'unplugged nella scena musicale cantopop. Wildflower è considerato uno dei principali classici cantopop.
Lam ha ottenuto un'istantanea popolarità a Taiwan dopo la pubblicazione, nel 1991, del suo album di debutto cinese, 愛上一個不回家的人 (Home Again Without You). Nel 1995 ha fatto squadra con Jonathan Lee, uno dei padri del mandopop a Taiwan, per la pubblicazione del suo quarto album cinese intitolato Love, Sandy, dal quale è stato estratto il singolo di successo 傷痕 (Scar). Da allora Lam si è gradualmente allontanata dalla scena musicale di Hong Kong per trovare una nuova casa, musicalmente parlando, a Taiwan, in Cina ed in Giappone. Il suo album cinese del 2006, Breathe Me, è stato registrato in Corea del Sud, Taiwan, Cina continentale ed Hong Kong.
Lam è ritornata sulla scena musicale grazie al singolo di successo 至少還有你 (At Least I've Got You), tratto dal suo primo album con la Virgin, pubblicato nel 2000. Il singolo è rimasto nella classifica KTV per 8 settimane. Nel dicembre del 2001, la cantante ha pubblicato l'ennesimo album cinese, intitolato Truly..., per il quale ha co-scritto quattro canzoni. Nello stesso anno è apparsa come membro del cast del concerto Masterpiece, di Andrew Lloyd Webber, al quale hanno partecipato anche la star di Broadway e del West End Elaine Paige e Kris Phillips, l'artista cinese statunitense che ha venduto più opere in assoluto in Cina. Il concerto ha fatto il tutto esaurito, con un pubblico di più di 17.700 persone.
Lam ha vinto diversi premio nel corso della sua carriera. Tra i più importanti figurano quelli come "Migliore artista donna regionale", "Miglior album", "Miglior cantante donna", "Artista donna più prominente dell'Asia pacifica" ed un "Premio alla musica" onorario per i suoi contributi nel corso degli anni all'industria musicale asiatica.
Sandy ha pubblicato il suo più recente album studio in cantonese nel 2008.

## Vita privata
Lam ha sposato nel 1998 il cantante/compositore e produttore taiwanese Jonathan Lee, ma i due sono divorziati dal 2004. Hanno una figlia, Renee Lee (caratteri cinesi: 李喜兒), nata il 17 maggio 1998.  Dopo una breve relazione con un impiegato della Gold Label Records, ora Sandy è single.